# Peter Brandes
Peter Brandes (Assens, Dinamarca, 5 de marzo de 1944 - 4 de enero de 2025) fue un artista gráfico, escultor y pintor danés.

## Biografía
De formación autodidacta, ha experimentado con pintura geométrica pero se ha dedicado principalmente al expresionismo abstracto. En la década de 1980 su obra irrumpe en numerosos museos daneses. En esa misma década comienza a destacar en la escultura, mosaicos de vidrio y cerámica, a menudo con obras colosales, como Maja, una vasija elaborada a propósito de la Exposición de Sevilla 1992, actualmente en el Museo de Diseño de Copenhague, y Roskildekrukkerne ("las vasijas de Roskilde", 1999) en la plaza Hestetorvet de esa ciudad. Brandes ha trabajado también con temas cristianos y en sus obras muestra inspiración del arte clásico griego y la religión nórdica antigua. 
La obra de Brandes se encuentra en la decoración de varias iglesias, como la catedral de Roskilde, la iglesia de Vejleå en Ishøj o la catedral de la aurora polar en Alta (Noruega), entre otras.
Tomó parte en el proyecto fotográfico Danmark under forvandling ("Dinamarca en transición", 2008-09).
Brandes vive en Francia desde 1972 y es miembro de la cooperativa artística danesa Grønningen desde 1985. En 1994 la Real Academia Danesa de Bellas Artes le otorgó la Medalla Eckersberg en 1994.

## Galería

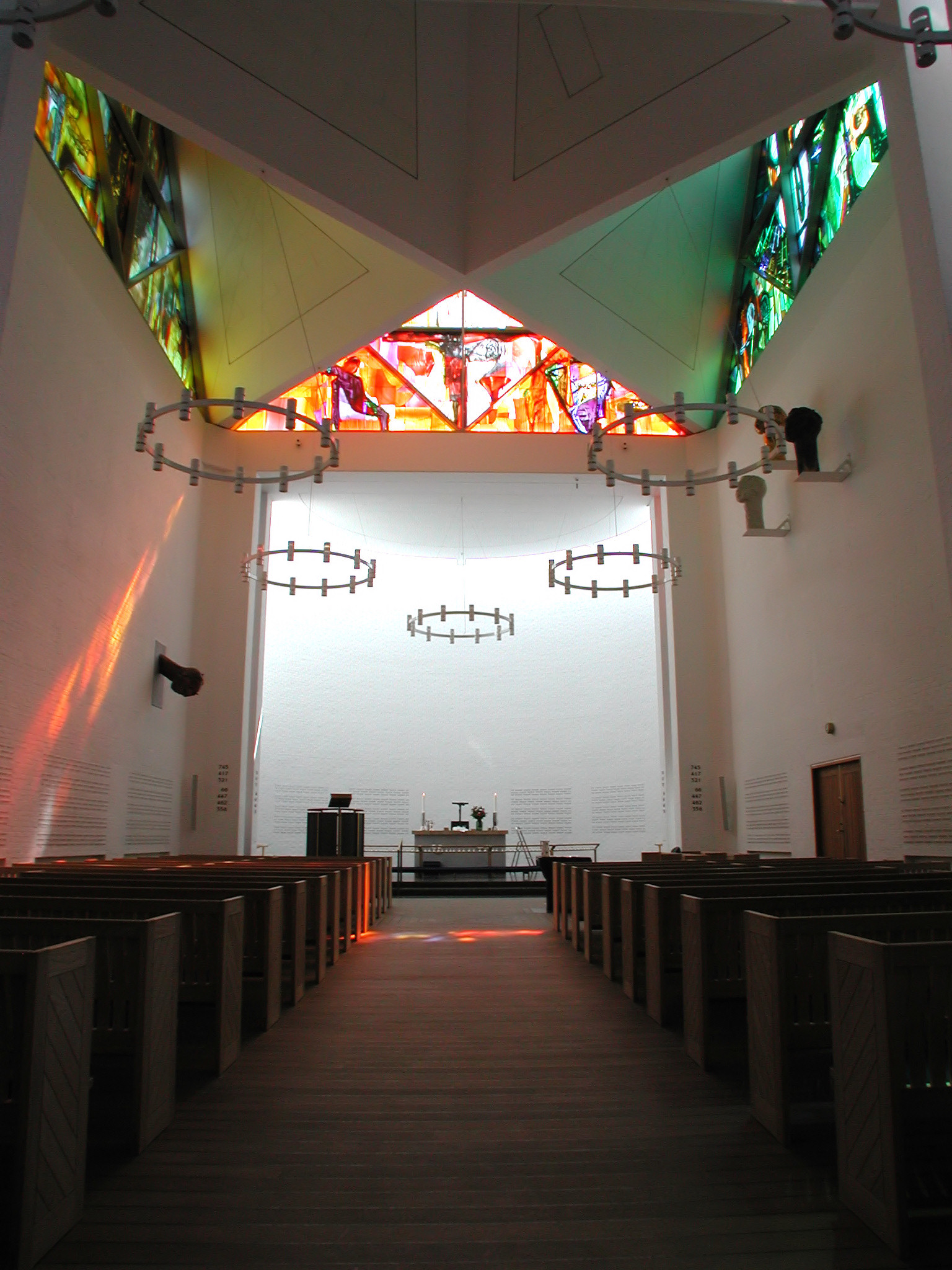
Vitrales en la iglesia de Vejleå.
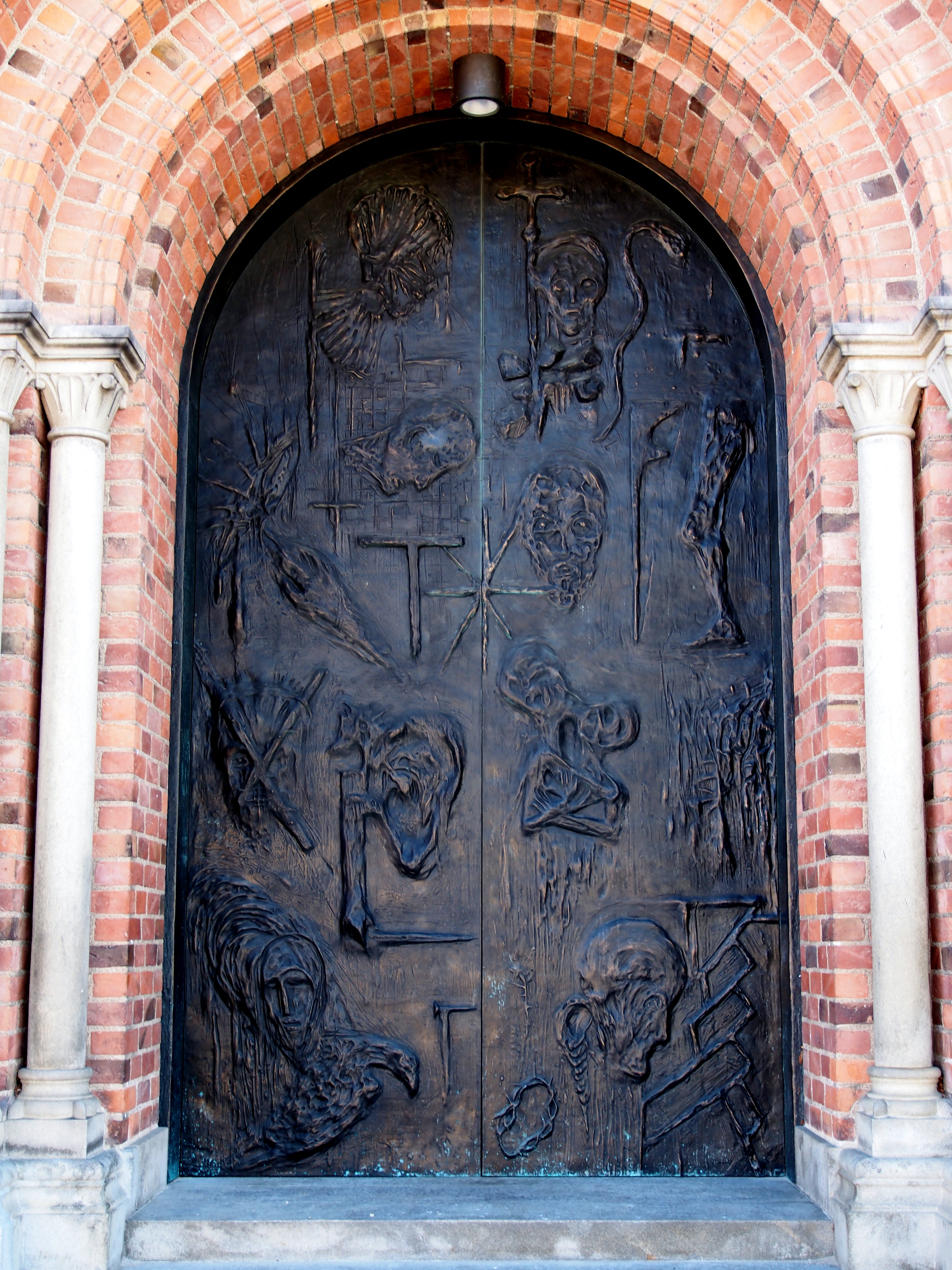
Portal principal de la catedral de Roskilde.
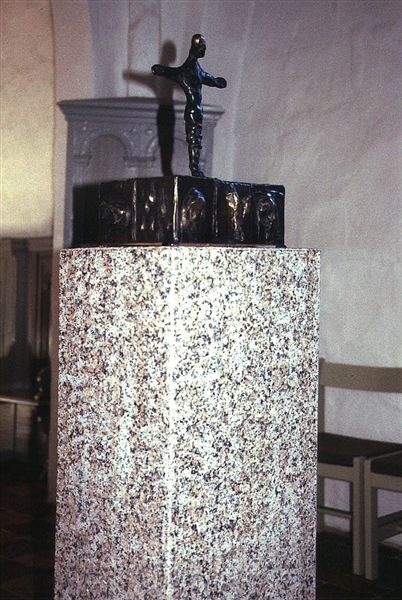
Crucifijo en la iglesia de Gamtofte.